# Jo-El Azara
Pour les articles homonymes, voir Azara.
Jo-El Azara, de son vrai nom Joseph Franz Hedwig Loeckx, né le 4 mai 1937 à Drogenbos (province du Brabant flamand) et mort le 7 février 2023 à Montégut dans le Gers, est un auteur de bande dessinée belge.
Il est principalement connu pour la série humoristique Taka Takata, qu'il a créée en 1965 avec le scénariste Vicq. Il l'éditait lui-même depuis 1994 sous le label Azeko.

## Biographie
Joseph Frans Hedwig Loeckx naît le 4 mai 1937 à Drogenbos, une commune de la périphérie bruxelloise,.
Après avoir suivi les cours de l'Institut Saint-Luc de Bruxelles, Jo-El Azara, lors de ses vacances en 1953, rencontre Willy Vandersteen, qu'il assiste ensuite sur l'épisode de Bob et Bobette Le Loup qui rit. En février de l'année suivante, il illustre une histoire brève intitulée Hamlet, prince du Danemark, dans l'hebdomadaire Junior. La même année, il entre aux Studios Hergé auprès de Bob de Moor, où il reste sept ans et participe à l'élaboration de L'Affaire Tournesol, de Coke en stock et des Bijoux de la Castafiore. « De là lui vient vraisemblablement son graphisme précis et fouillé privilégiant la lisibilité. » C'est aux Studios Hergé qu'il rencontre Josette Baujot, coloriste, qui devient ensuite sa compagne.
Dans le même temps, il participe à de nombreux périodiques : Caravane, Spirou, Le Soir Illustré (pour lequel il collabore avec Will sur la série Jacky et Célestin, de 1961 à 1963). Il devient également, à cette époque, l'un des dessinateurs vedette du journal Tintin belge puis français où, après avoir créé de nombreuses histoires courtes (comme celle de La Sieste de Paco Marmota sur un scénario de René Goscinny), il entame ses premières séries : La Principauté du Finckelstein (texte de Yves Duval), en 1961 et 1962, Évariste Confus en 1963, Gaëtan de Châteaubleu, avec Jean-Pierre Chappuis, en 1967, et reprend avec Michel Greg en 1969 le personnage de Clifton, créé originellement par Raymond Macherot, dans l'épisode Clifton et les lutins diaboliques. Taka Takata (un petit soldat nippon, myope et pacifiste) qu'il lance en 1965 avec Vicq, devient sa série obtenant le plus grand succès. À propos de Taka Takata, l'auteur déclare : « J'aime l'humour, les estampes japonaises d'Hokusai et puis j'avais un compte à régler avec le colonel qui m'a enquiquiné la vie pendant mon année de service militaire » : ce militaire a inspiré le colonel Rata Hôsoja.
Continuant à collaborer à d'autres périodiques, il anime, de 1963 à 1965, la série Bonnedague dans Record et, dans Pilote, La Campagne de Grèce, Mayflower et Monsieur Chapomou en compagnie de divers scénaristes comme Jacques Acar, Jacques Lob, Maurice Rosy ou Eugène Crespin. En 1965, il illustre Pauvre Icare dans Chouchou, sur un texte de Lob. En 1967, il dessine Haddada Surmamoto dans Spirou puis, toujours pour ce même hebdomadaire, Zagazik en 1980. Il se lance en 1994 dans l'autoédition avec les albums de Taka Takata, sous le label Azeko.
Parallèlement, Jo-El Azara mène une carrière prolifique d'illustrateur publicitaire : Stella Artois, Texaco, IBM, Total, Thalassa, Novotel et Renault font appel à ses services. En compagnie du scénariste Claude Carton, il réalise pour les transports Mory-TNTE le premier volume de l'Histoire mondiale du transport et de la logistique. À la demande de Pierre Tchernia et d'Albert Uderzo, Jo-El Azara participe également à la création des décors de la rue médiévale du Parc Astérix près de Paris.
Jo-El Azara et sa compagne Josette Baujot se sont installés à Artiguedieu (Seissan, Gers) en 1979, pour ne plus en repartir. Josette Baujot est morte en 2009.
En 2006, le festival BD de Colomiers rend hommage à Azara à travers une exposition portant sur le personnage de Taka Takata.
Jo-El Azara meurt à Montégut dans le Gers le 7 février 2023 d'une crise cardiaque,, à l'âge de 85 ans.

## Œuvres

### Revues
- La Ribambelle : Opération ciseaux, dans Spirou, 1958.
- Bonnedague, dans Record, 1962-1966.
- Jill et Jum, dans Tintin, 1962-1963.
- Évariste Confus, dans Tintin, 1963-1965.
- Taka Takata (dessin), avec Vicq, dans Tintin, 1965-1980.
- Mayflower, dans Pilote, 1963-1965.
- La Campagne de Grèce (dessin), avec Eugène Crespin (scénario), dans Pilote, 1965.
- Haddada Surmamoto[16], dans Spirou, 1967-1968.
- Clifton : Les Lutins diaboliques (dessin), avec Greg (scénario), dans Tintin, 1969.
- Zagazik (dessin), avec Eugène Crespin (scénario), dans Spirou :

1. Un terme à piles, 1980.
2. Les Tsars dinent à l'huile, 1982-1983.

### Albums
- Taka Takata (dessin), avec Vicq (scénario) :

1. Le Batracien aux dents d'or, Le Lombard, coll. « Une histoire du Journal Tintin », 1969.
2. Kamikaze cycliste, Rossel, 1973.
3. Le Lévitant Lama, Rossel, 1973
4. Opération survie, Rossel, 1974.

- 4. Le Karatéka, Rossel, Bruxelles, 1974
Scénario : Vicq - Dessin : Jo-El Azara - Couleurs : quadrichromie,Réédition Azéko en 2003  (ISBN 978-2-910418-09-0)[17].

1. Le Caméléoscaphe, Dargaud, coll. « Jeune Europe », 1977.
2. Silence, on vole !, Azeko, 1994  (ISBN 2-910418-00-6).
3. Takabossé Monoto, Azeko, 1994  (ISBN 2-910418-01-4).
4. Le Petikado, Azeko, 1995  (ISBN 2-910418-02-2).
5. Gare aux cigares, Azeko, 1997  (ISBN 2-910418-05-7).
6. Ne perdons pas la tête[18], Azeko, 2002  (ISBN 2-910418-07-3).
7. Opération boomerang[19], Azeko, 2005  (ISBN 291041812X).
8. Taka Takata se mutine[20], Azeko, 2004  (ISBN 2910418111).

- Clifton : Les Lutins diaboliques (dessin), avec Greg (scénario), Le Lombard, coll. « Vedette » no 10, 1971. Réédité dans la collection régulière avec le numéro 17 en 1997.
- Gaëtan de Chateaubleu (dessin), avec J.-P. Chappuis (scénario), Albin Michel/Espaces édition, coll. « Kaléidoscope », 1976.
- Haddada Surmamoto (dessin), avec Vicq (scénario), Albin Michel/Espaces édition, coll. « Kaléidoscope », 1976.
- Helminger International, Helminger International, 1985. Album publicitaire.
- Histoire mondiale du transport et de la logistique t. 1 : Des origines à la révolution française (dessin), avec Claude Carton (scénario), EMC éditeur, 1989.
- Heureux qui comme Mac Keuf... a fait un beau voyage (d'après un synopsis de Patricia Poulain), ARPE Midi-Pyrénées, 1993. Album publicitaire. Réédité au format album la même année sous le titre Heureux qui comme Loiral et Mac Keuf a fait un beau voyage.
- Tutti Frutti, Stakhano, quatrième trimestre 1997.
- L'H€ure de l'€uro, Azeko, 1999  (ISBN 2-910418-10-3).

### Collectifs
- 35 ans du journal Tintin - 35 ans d'humour[21], Le Lombard, Bruxelles, septembre 1981
Scénario et couleurs : collectif - Dessin : collectif dont Azara,Préface de Raymond Leblanc.
- L'Agenda du journal Tintin 1984, Le Lombard, Bruxelles, 1983
Scénario et couleurs : collectif - Dessin : collectif dont Azara -  (ISBN 2-8036-0421-3)
- L'Aventure du journal Tintin - 40 ans de bande dessinée[22], Le Lombard, Bruxelles, novembre 1986
Scénario et couleurs : collectif - Dessin : collectif dont Azara -  (ISBN 2-8036-0574-0)
- collectif dont Azara[23], Pétition : À la recherche d'Oesterheld et de tant d'autres !, Amnesty International - Belgique francophone ASBL Groupe 64, novembre 1986, 47 p. (présentation en ligne)
- Flash Back[24], Comic! Events, août 1995
Scénario : collectif - Dessin : collectif dont Azara - Couleurs : noir et blancCe Flash Back a été réalisé en collaboration avec Bédécine Illzach et édité à l'occasion du 10e Festival BD Coxyde (15 juillet au 6 août 1995) à 1 500 exemplaires numérotés à la main. Rares textes et titres des séries en deux langues : français et flamand. D/1995/6941/06. Format à l'italienne.
- Sortilège - Intégrale[25], C.M. éditions, 16 juin 2022
Scénario : Bruno Di Sano, Daniel Bardet, Christian Mathoul - Dessin : collectif dont Jo-El Azara - Couleurs : Laurent Carpentier, Louis-Michel Carpentier, Alain Audry -  (ISBN 978-2-9602788-1-1),Couverture : Daniel Desorgher, Stéphane Dizier. Storyboard : Bruno Gilson. Avec Francis Carin, Jean-Pol, Hec Leemans, Wim Swerts, André Taymans, Yannick Thiel.

### Para-BD
À l'occasion, Jo-El Azara réalise des portfolios, ex-libris, cartes ou cartons, marque-pages, étiquettes de vin. Il réalise également des affiches pour des festivals de bande dessinée.

### Collections publiques
3 œuvres de cet artiste sont conservées au Centre belge de la bande dessinée et font partie du patrimoine mobilier de la région Bruxelles-Capitale.

## Prix et distinctions
- 2002 :  Crayon d'or de Bruxelles, décerné par la CANAB[29],[30] ;
- 2014 :  Life Achievement award (prix pour l'ensemble de sa carrière) décerné au Festival de bande dessinée de Knokke-Heist (nl) à Knokke-Heist[31].

#### Livres
: document utilisé comme source pour la rédaction de cet article.
- Jean Van Hamme, Introduction à la bande dessinée belge, Bruxelles, Bibliothèque royale de Belgique, 1968, 80 p., ill. ; 26 cm (lire en ligne), p. 31[catalogue] publié à l'occasion de l'exposition La bande dessinée en Belgique, Bibliothèque Albert Ier, [Bruxelles], du 29 juin au 25 août 1968.
- Jean-Louis Lechat, Un demi-siècle d’aventures t. 2 : 1970 - 1996, Bruxelles, Le Lombard, 5 décembre 1996, 224 p., ill. ; 31 cm (ISBN 280361233X, OCLC 37995939, BNF 37539082, présentation en ligne), p. 10, 24,55, 59, 62, 69. .
- Jean Pirotte (dir.) et Luc Courtois, Du régional à l'universel. : L'imaginaire wallon dans la bande dessinée., Louvain-la-Neuve, Fondation wallonne Pierre-Marie et Jean-François Humblet, 1999, 310 p. (ISBN 978-2-9600072-3-7 et 2960007239, OCLC 1075833932), p. 205.  lire sur Google Livres
- Patrick Gaumer, « Jo-El Azara », dans Larousse de la BD, Larousse, 2004, 889 p., ill. ; 27 cm (ISBN 9782035054166 et 2-03-505416-8, OCLC 470389772, présentation en ligne), p. 42. .
- Jacques Fiérain, « Azara, Jo-Ël », dans La BD à Bruxelles et en Brabant, Charleroi, Éd. l'Âge d'or, avril 2003, 144 p., ill. ; 31 cm (ISBN 9782960119664 et 2960119665, OCLC 470388171, présentation en ligne), p. 5.
- Henri Filippini, « Azara Jo-El », dans Dictionnaire de la bande dessinée, Paris, Bordas, 2005, 912 p., ill. ; 27 cm (ISBN 9782047299708 et 2047299705, OCLC 1009545288, présentation en ligne), p. 697-698. .
- Patrick Gaumer, « Azara, Jo-El », dans Dictionnaire mondial de la BD, Paris, Larousse, 2010, 953 p., ill. ; 27 cm (ISBN 978-2-0358-4331-9 et 2-0358-4331-6, OCLC 920924930, présentation en ligne), p. 46.

#### Périodiques
- « Reward : Jo-El Azara », Tintin, Le Lombard, no 17,‎ 26 avril 1977.
- Louis Cance, « Dossier Jo-El Azara », Hop !, Aurillac, AEMEGBD, no 102,‎ juin 2004 (ISSN 0768-9357).
- Jo-El Azara (interviewé par Frédéric Bosser, Corinne Kuperberg, Violaine Joffart), « Dossier : La piste aux étoiles - Azara, fidèle au poste - Entretien », BullDozer, no 4,‎ décembre 2005 (ISSN 1775-0652).
- Hugues Dayez, « Les aventures d'un journal : Azara débarque dans Spirou », Spirou, Dupuis, no 4075,‎ 18 mai 2016, p. 29 (ISSN 0771-8071).

#### Articles
- Gilles Ratier, « Jo-El Azara : première partie, à l’ombre des plus grands… », BDzoom,‎ 7 juin 2016 (lire en ligne)
- Gilles Ratier, « Jo-El Azara : deuxième partie, à Tintin, à Pilote, à Spirou, et tout seul comme un grand… », BDzoom,‎ 14 juin 2016 (lire en ligne).

#### Interviews
- Jo-El Azara et Didier Pasamonik, « Jo-ël Azara : "Hergé était très respectueux de ses lecteurs" », ActuaBD,‎ 2 mai 2007 (lire en ligne).